# NGC 915
NGC 915 (również PGC 9232) – galaktyka soczewkowata (S0), znajdująca się w gwiazdozbiorze Barana. Odkrył ją Albert Marth 5 września 1864 roku.